# ATP Brighton
Das ATP Brighton (offiziell Samsung Open) war ein Herren-Tennisturnier, das von 1996 bis 2000 ausgetragen wurde.

## Geschichte
Das Turnier fand nur in seinem letzten Jahr in Brighton statt, zuvor wurde es in Bournemouth ausgetragen. Mit dem Umzug nach Brighton fand auch ein Belagswechsel statt: während in Bournemouth im Freien auf Sandplätzen gespielt wurde, war die Veranstaltung in Brighton ein in der Halle gespieltes Hartplatzturnier.

## Siegerliste
Mit jeweils zwei Siegen sind der Spanier Félix Mantilla im Einzel und der US-Amerikaner Jeff Tarango im Doppel die einzigen mehrfachen Titelträger.

### Einzel
| Austragungsort | Jahr | Sieger             | Finalgegner         | Finalergebnis  |
| -------------- | ---- | ------------------ | ------------------- | -------------- |
| Brighton       | 2000 | Tim Henman         | Dominik Hrbatý      | 6:2, 6:2       |
| Bournemouth    | 1999 | Adrian Voinea      | Stefan Koubek       | 1:6, 7:5, 7:65 |
| Bournemouth    | 1998 | Félix Mantilla (2) | Albert Costa        | 6:3, 7:5       |
| Bournemouth    | 1997 | Félix Mantilla (1) | Carlos Moyá         | 6:2, 6:2       |
| Bournemouth    | 1996 | Albert Costa       | Marc-Kevin Goellner | 6:75, 6:2, 6:2 |

### Doppel
| Austragungsort | Jahr | Sieger                            | Finalgegner                       | Finalergebnis   |
| -------------- | ---- | --------------------------------- | --------------------------------- | --------------- |
| Brighton       | 2000 | Michael Hill Jeff Tarango (2)     | Paul Goldstein Jim Thomas         | 6:3, 7:5        |
| Bournemouth    | 1999 | David Adams Jeff Tarango (1)      | Nicklas Kulti Michael Kohlmann    | 6:3, 6:75, 7:65 |
| Bournemouth    | 1998 | Neil Broad Kevin Ullyett          | Wayne Arthurs Alberto Berasategui | 7:6, 6:3        |
| Bournemouth    | 1997 | Kent Kinnear Aleksandar Kitinov   | Alberto Martín Chris Wilkinson    | 7:6, 6:2        |
| Bournemouth    | 1996 | Marc-Kevin Goellner Greg Rusedski | Rodolphe Gilbert Nuno Marques     | 6:3, 7:6        |